# باغ میرزا نعیم
باغ نشاط یا میرزا نعیم یکی از باغ‌های تاریخی استان فارس واقع در شهر شیراز بوده‌است که در دوران قاجاریه توسط خاندان میرزا نعیم نوری مازندرانی بنا شده‌است.
این باغ پس از مهاجرت خاندان نوری مازندرانی ویران شده‌است و تنها تعدادی از درخت‌های کهنسال آن در بعضی خانه‌های مسکونی مشاهده می‌شود.
باغ نشاط در محله موردستان و پشت ارگ کریمخانی قرار داشته‌است.